# La Tova
La Tova es una pedanía de la ciudad española de Lorca, en la Región de Murcia. Se sitúa a 20 km al noroeste de la capital municipal. La pedanía cuenta con 540 habitantes, de las cuales la inmensa mayoría habita en el núcleo de población de La Parroquia de la Fuensanta. Es una población con una economía eminentemente agrícola. Cuenta, asimismo, con algunos servicios , como un centro social y un centro médico.

## Historia
Se han encontrado en el territorio restos del periodo argárico, romanos y musulmanes (entre los que se puede destacar los restos de la mezquita del Centeno y del Castillo de Puentes). A partir del siglo XVIII se construyeron presas en las inmediaciones al paso del río Guadalentín.